# قيصر أمينبور
قیصر أمینبور (1959-2007) (بالفارسية: قیصر امین‌پور) شاعر وكاتب إيراني ولد في خوزستان عام 1959م. كان واحداً من الشعراء البارزين الذين يمكن اعتبارهم من مؤسسي الشعر الإيراني بعد الثورة الإسلامية الإيرانية. تم اختياره للمؤتمر السابع للرموز الدائمة عام 2008. وتم اختياره للدورة الأولى لمهرجان فجر الشعر الدولي في المجال الديني.

## عن حياته
يعتبر قيصر واحدا من أبرز الشعراء الإيرانيين المؤسسين للشعر الحديث بعد الثورة، والذي أستحق بجدارة لقب «شاعر الثورة».
، درس الطب البيطري في جامعة طهران، لكنه ترك دراسته وانحاز للمجال الأدبي حيث نال درجة الدكتوراه في اللغة الفارسية وآدابها، وقد أشرف محمد رضا شفيعي كدكني على أطروحته التي كانت بعنوان «التقليد والإبتكار في الشعر المعاصر».
كتب قيصر أمينبور العديد من الأشعار بقوالب الشعر الفارسي كالرباعية والمثنوي والمقطوعة، ولم يكتب الشعر الحر في الفترة الأولى من حياته.
بدأ التدريس في جامعة الزهراء، ثم جامعة طهران، وقد نال العديد من الجوائز الدولية وتم انتخابه كعضو دائم في أكاديمية اللغة الفارسية وآدابها. وترأس تحرير مجلة «سروش».
استخدم قيصر أمينبور البلاغة والغموض كحيلة شعرية، وقد كان مميزا بجمعه بين اسلوب الشعر الكلاسيكي والشعر النيمائي، وذلك بعدم تخليه عن الوزن في اشعاره، مما جعله شاعرا مقبولا من قبل المجتمع باقترابه من آلامه.
عاصر قيصر أمينبور الثورة الإسلامية في إيران عام 1979م، عاش جميع لحظاتها، وتفاعل معها تفاعلا قويا، فكتب العديد من القصائد عن الثورة، والشهداء، والإمام، وكتب الشعر أيضا عن واقعة الطف والمناسبات الدينية. بدأ قيصر أمينبور التدريس في الجامعة عام 1988 في جامعة الزهراء ثم بدأ التدريس في جامعة طهران عام 1990. كما حصل على جائزة نیما یوشیج في عام 1989، انتخب أمينبور كعضو دائم في أكاديمية اللغة الفارسية وآدابها في عام 2003.
بالإضافة إلى القصائد المكتوبة بالفارسية، كتب قيصر أمينبور أيضًا قصائد في لوري بختياري، والتي تحظى بشعبية خاصة في منطقة بختياري (بما في ذلك مقاطعات خوزستان، وشهرمحال بختياري، وشرق لورستان وغرب أصفهان). تشمل أعماله «في زقاق الشمس» و «نفس الصباح». لقبه علي خامنئي «شاعر فرزانه انقلاب/شاعر الثورة الحكيم» وقال في وفاته: «خسارته تضر بي وبكل الشعراء».
انضمت زوجة أمينبور، زيبا إشراقي، إلى دور النشر في البلاد في عام 2017.

## النمط
تعتبر قصائد أمينبور ذات قيمة بلاغية واستخدام مجموعة الغموض من أبرز حيله في الشعر. كان قادرًا على الجمع بين السمات الأسلوبية والبلاغية للشعر الكلاسيكي وشعر نيماي مع قصائده. أحد العوامل التي تجعل أسلوبه بارزًا في النهاية هو الابتكار في الخطابة وفهم ما يتوقعه جمهور اليوم من الشعر.

## وفاته
توفي قيصر أمين بور في 29 من أكتوبر من عام 2007م في مستشفى داي بطهران بعد معاناته مع أمراض الكلى والقلب، ودفن في مسقط رأسه، بجانب قبور الشهداء، وسمي الشارع المؤدي إليه «خيابان قيصر امين پور».
كتب علي خامنئي في رسالة تعزية: «تلقيت ببالغ الحزن والأسى نبأ وفاة شاعر الثورة الحكيم الدكتور قيصر أمينبور». خسارته تضر بي ولكل الشعراء والكتاب. كان شاعرًا مبدعًا ومتميزًا واستمر في التحرك نحو قمم هذا الفن العظيم.

## أعماله
- في زقاق الشمس
- العاصفة بين قوسين
- كالنبع كالنهر
- قفز الفقاعات
- المرايا
- من الزهور كلها عباد الشمس
- ظهر اليوم العاشر
- نفس الصباح
- المرايا المفاجئة
- قواعد الحب 2007 وهو ديوان شعر طبع قبيل وفاته بطهران.